# Красный Октябрь (Орловский район, Орловская область)
Красный Октябрь — поселок в Орловском районе Орловской области.

## География
Находится в центральной части Орловской области на расстоянии приблизительно 5 км на север по прямой от железнодорожного вокзала станции Орёл недалеко от железнодорожной платформы 378 км.

## История
В начале XX века здесь размещалось пригородное имение помещика Королькова. Владелец отдал его под размещение противотуберкулезной лечебницы. В 1924 году в бывшем доме Королькова заработал детский противотуберкулёзный санаторий на 25 коек. В 1960-х годах санаторий был перестроен. Закрыт в 2007 году, примерно к 2011 году строения разрушены и разворованы на стройматериалы. На карте 1941 года отмечен был как Санаторий. До 2021 года входил в Неполодское сельское поселение Орловского района.

## Население
Численность населения: 58 человек (русские 69 %, цыгане 29 %) в 2002 году, 33 в 2010.